# Dòng xoáy (tiểu thuyết)
Dòng xoáy là một tiểu thuyết của nữ nhà văn Trần Thị Nhật Tân, xuất bản lần đầu năm 1989 bởi Nhà xuất bản Thanh Niên. Tiểu thuyết bao gồm hai tập, theo chân cuộc đời Trần Thị Lý – một giáo viên trẻ đấu tranh chống tiêu cực với ngành giáo dục địa phương nơi cô công tác. Những tình tiết trong tác phẩm phần lớn dựa trên sự kiện có thật của Nhật Tân, trong quá trình bà làm giáo viên tại thành phố Nam Định. 
Vì nội dung phản ánh tệ nạn giáo dục Việt Nam đương thời, bản thảo Dòng xoáy từng bị rất nhiều cá nhân, tổ chức từ chối và tác giả của nó bị gây sức ép bởi những tên tuổi lớn trong bộ máy chính quyền. Dù vậy, cuốn sách khi ấn hành vẫn nhanh chóng tạo nên làn sóng dư luận lớn tại Nam Định khi mọi người liên tục chuyền tay nhau đọc và bàn tán về nội dung tiểu thuyết. Sau cùng, Tổng Bí thư Đảng Cộng sản Việt Nam Nguyễn Văn Linh đã viết thư tay ủng hộ Trần Thị Nhật Tân; cộng với bài giới thiệu đăng trên báo Nhân Dân giúp Dòng xoáy trở nên nổi tiếng và được đón nhận khắp cả nước. Tập II của tiểu thuyết xuất bản hai năm sau đó vào 1991.
Khoảng cuối thập niên 2000, tác phẩm một lần nữa được đón nhận trở lại nhờ tác động truyền thông từ báo Tiền phong lẫn Người cao tuổi. Năm 2009, tiểu thuyết đã được Nhà xuất bản Thanh niên tái bản dưới dạng gộp hai tập thành một nội dung hoàn chỉnh. Về sau, Dòng xoáy trở thành tiểu thuyết thành công nhất của nhà văn với hàng chục lần tái bản và là một trong số các tác phẩm văn học nổi bật thời kỳ Đổi Mới.

## Nội dung

### Tập I
Khương là một giáo viên vừa từ chiến trường trở về, được điều đi dạy học tại trường Sư phạm Mẫu giáo ở tỉnh. Tại đây anh gặp Trần Thị Lý – một cô gái năng nổ làm tiếp phẩm cho trường – và đem lòng yêu cô. Khương đã từ chối lời tỏ tình của đồng nghiệp Bình trong trường để tiến tới làm quen với Lý. Tuy nhiên khi đi sâu vào tìm hiểu, anh lại bất ngờ về quá khứ của Lý khi có những lời đồn đại cho rằng cô là kẻ lăng nhăng bị chồng bỏ, hay bị kỷ luật nên mới phải bỏ việc giáo viên xuống làm tiếp phẩm. Cùng với hiệu trưởng Loan, Khương đã giúp minh oan cho Lý trước những tin đồn thất thiệt, ủng hộ cô trở lại giảng đường dạy học và được đánh giá cao. Khi mối quan hệ giữa hai người trở nên gần gũi, Lý quyết định kể cho anh nghe toàn bộ câu chuyện đời mình trước khi chuyển về trường mẫu giáo.
Hóa ra, Lý từng là một chiến sĩ thông tin liên lạc dưới chiến trường đạn bom. Cô đã khai man tuổi để được gọi đi chiến đấu cho tổ quốc. Do bị thương nặng trong một lần cố nối lại đường dây tổng đài bị đánh phá ác liệt, Lý phải lui về ôn văn hóa và đỗ vào khoa Toán trường Đại học Sư phạm Hà Nội. Thời gian này cô đã nảy sinh tình cảm với Hoàn – một cán bộ ngoại giao trẻ – và cả hai dự định tổ chức kết hôn ngay khi Lý tốt nghiệp. Bất ngờ vào ngày đám cưới, một người phụ nữ đã đem con đến tận trước mặt Lý để "đòi cha" cho con trai mình. Khi biết được bản tính bội bạc của đối phương, cô quyết dứt áo ra đi bất chấp sự cầu xin từ Hoàn.
Sau khi ly hôn với người chồng đầu tiên, Lý chuyển công tác từ Hà Nội về làm giáo viên trường cấp II Phạm Hồng Sơn ở thành phố tỉnh lẻ. Từ những ngày đầu nhận việc, Lý đã vấp phải nhiều điều tiếng không hay từ đồng nghiệp khác vì tính tình thẳng thắn và cương trực của mình. Hiệu phó Phòng – một kẻ lăng nhăng từng qua lại với giáo viên dưới quyền – nhiều lần có ý định chiếm đoạt thể xác Lý nhưng bị cô cự tuyệt một cách bạo liệt. Tức thẹn vì cho rằng Lý "không biết điều", Phòng móc nối với hiệu trưởng Đông, thư ký Công đoàn Trung và Viết thành "Bộ tứ" lợi ích nhóm trong trường tìm mọi cách trù dập cô. Đầu tiên họ tổ chức dự giờ lớp Lý dạy, moi móc từng dấu chấm phẩy để hạ thấp năng lực cô trước các giáo viên khác. Khi Lý phản ánh về trường hợp khó khăn của Nga – một giáo viên có chồng đi lính, phải một mình nuôi con nhỏ – và lên tiếng tố cáo chuyện lãnh đạo ăn xén tiền trợ cấp cán bộ học sinh trong trường, họ bày trò gài học sinh Phạm Minh Sơn tố cáo Lý bạo hành để đem cô ra họp kỷ luật trước hội đồng, gán cho hàng loạt tội  từ chống đối nội quy nhà trường đến quan hệ nam nữ bất chính, giảng dạy sai phương pháp,...
Nga vì bị "Bộ tứ" dồn ép quá mức đã hóa điên, phải vào viện tâm thần và không thể trở lại dạy học. Ngoài Lý, cũng có những giáo viên như Thái, Kiên, Sửu,... bày tỏ sự bất mãn trước lối làm việc quan liêu và những thủ đoạn biển thủ trắng trợn của công bởi ban lãnh đạo trường. Thái và Kiên vì lên tiếng đấu tranh với tiêu cực mà bị cử vào B đi chiến tranh. Lý lên tiếng đấu tranh mạnh và trực diện nhất nên cô bị ép phải dừng dạy học và bị đuổi khỏi trường. Hàng tháng trời sau đó, Lý lên gặp từ tổ chức phòng giáo dục Vam đến trưởng phòng Giáo dục Nguyễn Nam Hân, phó phòng Giáo dục Tống Xuân Nhưng, chánh thư ký Công đoàn Toàn "lác",... để giải quyết thuyên chuyển công tác nhưng không thành. Thực ra, những lãnh đạo ở phòng Giáo dục đều bị Phòng mua chuộc về phe mình để hãm hại Lý. Họ đã âm mưu kéo dài thời gian xử lý khiến cô thất nghiệp, không lương, mất chỗ ở.
Trong tình cảnh khốn cùng, Lý chuyển sang ở nhờ nhà Nga chăm sóc các cháu thay bạn, đồng thời làm bốc vác ngoài cảng biển kiếm tiền sống qua ngày. Lý tiếp tục gửi đơn khiếu nại hiệu trưởng trường Phạm Minh Sơn đến hàng loạt cơ quan thành phố, tỉnh tới Trung ương nhưng họ "đá" qua lại trách nhiệm cho nhau, không chịu giúp cô. Cuối cùng, Lý bị đuổi về làm cấp dưỡng cho một trường mẫu giáo ở tỉnh mà không có lý do rõ ràng.
Sau khi biết được hoàn cảnh của Lý, Khương thầm mến phục và muốn tìm cách giúp cô thoát khỏi những tên từng hại mình. Trong khi đó, Lý lại buồn giận vì nghĩ Khương xa lánh, kì thị cô. Thời điểm những hiểu lầm được hóa giải, Lý đã thổ lộ tình cảm giấu kín bấy lâu với Khương. Lý cũng bất ngờ khi anh cho cô biết đã về lại trường cũ điều tra và biết chuyện "Bộ tứ" kia bị bắt cùng những tên sâu mọt ở phòng Giáo dục thành phố. Hiệu trưởng Đông phải về hưu và tất cả sắp bị đem ra xét xử vì tội bán bằng lẫn tham ô của công. Học trò Minh Sơn khi xưa đã viết thư tay xin lỗi Lý và bày tỏ ăn năn về những chuyện đã làm.

### Tập II
Hơn mười năm trôi qua, chiến tranh kết thúc. Trường sư phạm mẫu giáo nhận quyết định giải thể, "tổ ấm" do hiệu trưởng Loan gầy dựng cùng những giáo viên tâm huyết khác phải tan đàn xẻ nghé. Thời gian làm tại đây, Lý đã được kết nạp  Đảng và lập gia đình với Khương, sinh ra hai con trai gái. Trước khi giải tán, tập thể trường đã tổ chức một buổi du lịch tới Nha Trang trong vài ngày, tham quan cảnh đẹp, các di tích lịch sử và chứng kiến thành phố biển đang phát triển từng ngày.
Trở về từ chuyến du lịch, Lý được đề xuất đi học làm lãnh đạo nhưng cô đã từ chối vì nghi ngại những kẻ ác khi trước sẽ quay trở lại. Nhóm lợi ích trường Phạm Hồng Sơn; tên trưởng phòng Nguyễn Nam Hân, phó phòng Tống Xuân Nhưng và tay thư ký Toàn "lác" vẫn bình an vô sự sau những lời tố cáo về việc ăn chặn tiền lương giáo viên, tham ô tiền của và thói chuyên quyền độc đoán của mình. Trong phiên toà xét xử, họ đút lót chạy án để những kẻ yếu thế hơn phải chịu tội thay. Phòng, lúc này đã lên làm hiệu trưởng trường Phạm Hồng Sơn, cùng với Hân, Toàn, Nhưng bàn cách triệt hạ những giáo viên, lãnh đạo chống lại họ; mục tiêu tiếp theo chính là nhằm vào Lý.
Trần Thị Lý được điều làm giáo viên dạy toán tại trường giáo dục liên cấp số 2 có thành tích đứng đầu thành phố. Tuy nhiên khi cô mới về trường chưa bao lâu, hiệu trưởng Liêm vốn trong sạch trước kia đã bị đuổi xuống thay cho Phúc – một "chân tay" của hội lợi ích nhóm phòng Giáo dục. Ngay tiếp đó, Lý bị giáng xuống dạy cấp I, bị lập nhiều biên bản kiểm điểm chỉ trong thời gian ngắn. Phòng móc nối với tay Nghi công an phường đuổi vợ chồng Lý khỏi gian nhà biên chế cho giáo viên trong trường rồi bán đi chia nhau lấy tiền. Năm người Phòng-Nhưng-Hân-Toàn-Viết định hùn vốn cùng Phúc vào một phi vụ buôn thuốc lá lậu lấy từ tiền bán nhà của Lý. Khi kế hoạch sắp thành công, Phúc vì say rượu lái xe đạp nên đã lao thẳng xuống cống, ngã cắm đầu vào đống chất thải và chết vì tắc thở. Số tiền góp vào của nhóm người theo đó mất trắng.
Chinh "lùn" được nhóm lợi ích chọn làm hiệu trưởng mới thay cho Phúc, tiếp tục thắt chặt vòng vây đối với Lý. Biết cô nhận dạy phụ đạo cho học sinh tại nhà không lấy tiền, Phòng âm mưu với Chinh gài người tặng quà Lý nhưng thực chất để quy cô vào tội nhận hối lộ. Lý sau đó bị khai trừ khỏi Đảng và bị cho xuống làm đánh trống, tạp vụ trong trường. Lý cùng Khương trước đó đã bán những thứ đồ còn lại trong nhà đi lấy tiền mua đất xây nhà, được Ủy ban nhân dân thành phố cấp phép xây cất. Lý còn nhận giao bánh từ tiệm Tân Anh cho các quán nước để kiếm thêm tiền hoa hồng. Biết chuyện này, Phòng nhờ Nguyễn Nam Bân là cháu họ của Nguyễn Nam Hân, làm công an thành phố thuê côn đồ đến phá nhà Lý mới xây từ gạch bi và ngói lợp, viện cớ rằng nhà xây trái phép. Con chó Vàng cô nuôi bị đám côn đồ bắt về làm thịt tại nhà trưởng phòng Hân. Tiếp theo, Phòng-Nhưng-Viết-Bân phối hợp tịch thu số bánh Tân Anh mà Lý cất trong nhà và vu tội cô làm bánh có đường hóa học "gây chết người" hòng tống Lý vào tù. Ngay khi vừa phá nhà xong, tay cảnh sát Bân đến trường đọc lệnh bắt giữ và áp giải Lý trong giờ hành chính.
Khương về đến nơi nhìn thấy cảnh nhà cửa tan hoang, lại qua hàng xóm biết tin Lý bị bắt đi không rõ tung tích, đã quá uất ức mà ngã lăn ra ngất. Khi tỉnh lại, anh quyết định gõ cửa từng cơ quan trong thành phố, tỉnh tới Trung ương để kêu oan cho vợ. Minh Sơn biết tin cô giáo mình vào tù đã giúp Khương liên lạc được với Lý đang bị biệt giam sau song sắt và tiếp tế thực phẩm cho cô. Cũng có nhiều bạn hữu, phụ huynh học trò mà Lý từng dạy đã giúp Khương dựng lại nhà và kêu oan với anh. Trong số đó có Chiến – một thương binh què chân từng chung chiến với Khương – và Hưng – một viên công an chính trực, dũng cảm – cùng anh điều tra làm sáng tỏ sự việc. Tuy nhiên nhiều người có chức vụ, thẩm quyền thì lại đùn đẩy trách nhiệm giải quyết vụ án, thậm chí còn từ chối tiếp nhận những lá đơn kêu oan được gửi đến.
Sau thời gian dài chịu giam biệt lập, Lý được thả ra sinh hoạt với những bạn tù khác. Tại đây cô biết cũng có nhiều người phải chịu án oan vì dám đấu tranh chống tiêu cực tham nhũng, không chịu "phe cánh" hay "luồn cúi". Trong giây phút bế tắc, Đại hội Đảng lần VI với chương trình Đổi Mới; cùng loạt bài "Những việc cần làm ngay" chống cái xấu, cái tiêu cực trong xã hội của tân Tổng Bí thư Nguyễn Văn Linh ra đời đã khiến người dân được giải tỏa và cổ vũ nhiệt liệt. Chiến thành công gửi tận tay lá thư kêu oan cho vị Tổng bí thư thay bạn mình. Giữa niềm hân hoan vui sướng vì mọi chuyện sắp kết thúc, Khương lên cơn đau bụng đến ngã bệnh phải đi cấp cứu. Anh qua đời ngay trên giường bệnh mà không ai biết. Khi các bác sĩ mổ tử thi, họ phát hiện có mảnh đạn nằm chẹn giữa túi mật khiến mật tắc vỡ, dẫn đến cái chết của Khương. Do những thủ tục lệ phí rắc rối nên anh đã không được chữa trị kịp thời.
Kết quả điều tra từ công an chứng minh Lý vô tội. Cảnh sát Bân và một số người ở Viện Kiểm sát thành phố tham gia vào việc kết án cô bị bắt tù chờ xét xử. Lý nhận quyết định tha bổng từ Văn phòng Tổng Bí thư lẫn Viện Kiểm sát tối cao và nhanh chóng được sắp xếp trở về nhà vào cùng ngày. Cú sốc khi nhìn thấy di ảnh chồng khiến cô tận cùng đau đớn vì mất đi người mình yêu thương nhất. Hậu đám tang kết thúc, Lý đã được khôi phục sinh hoạt Đảng, được trở lại dạy học như cũ và hưởng chế độ an dưỡng đặc biệt tại Bệnh viện E dành cho cán bộ cao cấp. Trong khi đó, tay Phòng từng lập kế hoạch tống giam Lý bị phát hiện chết trong tư thế quan hệ với một nữ giáo viên tại bãi biển Vũng Tàu. Khoa, đàn em năm xưa của nhóm lợi ích phòng Giáo dục, đã tìm đến Tống Xuân Nhưng sau khi đi tù thay cho chúng. Anh thề rằng sẽ tố cáo toàn bộ việc làm xấu xa của Nhưng cùng đồng bọn ra trước vành móng ngựa để chúng chịu sự trừng phạt của pháp luật.

## Sáng tác
Trần Thị Nhật Tân từng làm nhân viên liên lạc tại tổ Điện báo Hàm Rồng, Thanh Hóa giai đoạn Chiến tranh Việt Nam từ 1965 đến 1968. Khi được nhà thơ Định Hải động viên làm giáo viên, bà xin Ty Giáo dục Hà Nam Ninh chuyển về công tác giáo dục và được điều đi dạy văn tại trường Sư phạm mẫu giáo của tỉnh. Vài tháng sau bà chuyển sang trường cấp I Trần Quốc Toản, một trường điểm của thành phố Nam Định. Tại đây Nhật Tân dần gặp phải phiền toái do có những người đã lên đơn tố cáo bà giảng dạy "sai phương pháp", "nhồi nhét đầu độc học sinh",... Nhà trường lập hội đồng dự giờ kiểm tra năng lực của Nhật Tân nhiều ngày liên tiếp và kết luận bà dạy "quá tốt", song vẫn cản trở không cho tiếp tục dạy học. Thời điểm đó bà cũng gay gắt tố cáo thực trạng "bệnh thành tích giả dối" trong giáo dục ở địa phương và làm đơn gửi đi nhiều nơi nhưng bị từ chối thẳng thừng.
Mùa hè năm 1973, trong một lần lên Bộ Giáo dục để khiếu nại, Trần Thị Nhật Tân đã bị một chuyên viên già gọi là "con điên gây rối" và đuổi khỏi văn phòng. Chính lúc này, ý tưởng cho tiểu thuyết Dòng xoáy ra đời khi nữ nhà văn đi tàu chợ về lại Nam Định. Bà bắt tay ngay vào viết tác phẩm như một cách để thể hiện nỗi bức xúc của mình. Nhật Tân lấy những biến cố có thật trong đời làm nội dung chính cho tiểu thuyết, đặt trọng tâm câu chuyện vào nhân vật Trần Thị Lý – một giáo viên trẻ đấu tranh với những tiêu cực giáo dục tại trường học nơi cô công tác. Sau vài năm tập trung hoàn thiện tiểu thuyết, với nhiều lần "xé đi viết lại" bản thảo, thành phẩm đầu tiên khoảng 1975-1976 đã được Nhật Tân đưa cho nhà văn Chu Văn, Chủ tịch Hội Văn học Nghệ thuật Hà Nam Ninh đọc và nhận xét. Ngay khi đọc xong, ông lập tức trả lại bản thảo cho Nhật Tân và yêu cầu bà "đốt tập bản thảo này đi và coi như tôi chưa hề đọc nó" bởi nội dung "như là phản động làm sao mà in được".
Khoảng một tuần sau khi bản thảo Dòng xoáy bị trả lại, Công an Hà Nam Ninh đã mời Trần Thị Nhật Tân lên "làm việc". Tuy chỉ phải ký vào biên bản ghi lời khai, song dư luận lúc đó đồn rằng bà vừa bị công an bắt và có thể vào tù vì tội "tuyên truyền phản động". Nhật Tân bị giáo viên, phụ huynh học sinh trong trường cô lập; bị ép phải nghỉ dạy để ổn định tình hình. Bà đã viết đơn "cầu cứu" cơ quan công an giúp đỡ và được Trưởng Ty Công an Phạm Văn Bổng đứng ra giúp minh oan cho Nhật Tân, đồng thời đưa ra những góp ý để tác phẩm "nghệ thuật hơn", tránh động chạm ai đó cụ thể.
Tháng 5 năm 1976, Trần Thị Nhật Tân cùng nhà thơ Phan Cung Việt đem bản thảo Dòng xoáy đến nhà riêng nhà văn Sơn Tùng ở Hà Nội để nhận góp ý. Bà đã đọc một lượt 300 trang sách cho nhà văn từ 10 giờ tối hôm trước đến 4 giờ sáng hôm sau. Ngay khi vừa nghe xong tiểu thuyết, Sơn Tùng lập tức bày tỏ khen ngợi bà, nhưng vẫn lưu ý với nội dung "đụng độ vào tiêu cực ngành giáo dục" thì Nhật Tân đang "húc đầu vào đá" nếu có ý định xuất bản. Ông cũng động viên tác giả "Dòng xoáy không in thế kỷ này thì sang thế kỷ sau". Khi trở ra học ở Hà Nội vào 1982, bà đã đem bản chỉnh sửa cho nhà văn đọc lại lần hai. Sơn Tùng sau đó cũng giới thiệu Dòng xoáy với các nhạc sĩ Văn Cao, Đặng Đình Hưng, nhà sử học Hoàng Nhật Tân,...
Năm 1982, Nhật Tân trở thành học viên khóa II Trường Viết văn Nguyễn Du sau nhiều lần bị gây khó dễ bởi phòng Giáo dục thành phố Nam Định và theo học tại đây trong ba năm. Khi tốt nghiệp về trường cũ công tác, bà đã bị lãnh đạo phòng Giáo dục từ chối với lý do "thừa rất nhiều giáo viên". Bà trở thành người thất nghiệp, đi xin việc ở nhiều nơi nhưng không ai "dám" nhận vì sợ bị dính líu, phiền phức. Không có chỗ ở, Nhật Tân phải trú ở lều tạm, vườn hoa, vỉa hè đường phố Nam Định,... và nhận làm rửa bát, giặt giũ, móc công thuê kiếm tiền. Nhật Tân đã được cựu Bí thư Tỉnh ủy Phan Điền cưu mang chỗ ở khi biết được hoàn cảnh của bà. Giai đoạn này nhà văn tiếp tục hoàn thiện Dòng xoáy, đêm đến tranh thủ viết tiểu thuyết còn sáng đi làm thuê bên ngoài.

## Xuất bản
Sau khi tích lũy được một khoản nhất định, năm 1986 Nhật Tân tự đứng ra thuê cửa hàng bán phở để kiếm tiền in tiểu thuyết. Thời điểm này, những chính sách Đổi Mới đất nước và Cởi Mở trong giới văn nghệ sĩ bắt đầu được đề ra, tạo tiền đề cho Dòng xoáy được xuất bản. Cũng trong năm 1986, nhà văn Nguyễn Thị Ngọc Tú đã giúp Trần Thị Nhật Tân có được một tháng hè tại Trại sáng tác Hội Nhà văn ở hồ Đại Lải, Vĩnh Phúc để hoàn thiện nốt tác phẩm. Trải qua hàng chục lần chỉnh sửa và viết lại, bản thảo cuối cùng của Dòng xoáy đã xong. Trần Thị Nhật Tân đóng tiệm phở đem sách đi chào hàng tại nhiều nhà xuất bản ở Nam Định. Tuy nhiên mọi người đều lắc đầu từ chối, cho rằng "viết thì hấp dẫn, nhưng sẽ chẳng ai dám in! [...] Nếu sách in ra thì chẳng những tác giả, mà nhà xuất bản cũng có thể bị đi tù như chơi!".
Không chịu thất bại, bà tiếp tục lên Hà Nội tìm cách phát hành tiểu thuyết. Cuối 1986, đầu năm 1987, Trần Thị Nhật Tân đã đem bản thảo Dòng xoáy cho nhà thơ Chu Thành (nghệ danh Tú Sót), làm biên tập ở Nhà xuất bản Thanh niên đọc. Nhà văn Sơn Tùng cũng nhiệt tình giới thiệu Dòng xoáy với bạn mình. Chu Thành đọc rất kỹ tác phẩm, rồi viết lời nhận xét gửi lên Giám đốc Hoàng Phong, dài kín ba, bốn trang giấy khổ lớn khen ngợi truyện. Cả Chu Thành và Hoàng Phong đều tán thành nội dung cuốn tiểu thuyết, song vì vấn đề đặt ra khi ấy quá "to tát" trong bối cảnh xã hội vẫn còn nhiều kìm kẹp, việc cấp phép in Dòng xoáy bị đình lại.
Buồn chán vì việc chưa thành, Nhật Tân đã rời nhà xuống Vũng Tàu để kiếm sống, được ông Đỗ Đình Thọ là cán bộ của Sở Văn hóa – Thông tin tỉnh cho vay 100 cuốn tuyển tập thơ Nguyễn Bính làm "lộ phí". Quãng thời gian này bà cũng dần thai nghén tập II của Dòng xoáy. Năm 1988, Tổng Bí thư Nguyễn Văn Linh chính thức ra lệnh phá bỏ cơ chế xuất bản cũ, cho phép tất cả người dân có thể in sách nếu có tiền và sách được cấp phép. Biết được tin này, nhà văn đã tức tốc quay trở lại Nhà xuất bản Thanh Niên đầu tháng 8 cùng năm và hối thúc việc cấp phép cho Dòng xoáy. Sau một thời gian ăn nằm tại cơ quan chờ giải quyết, Trần Thị Nhật Tân đã xin được giấy phép xuất bản 4000 cuốn thông qua phương án "liên kết tác giả tự bỏ vốn ấn hành" với Nhà xuất bản Thanh niên, nhưng lại không đủ vốn để thực hiện. Bà mang giấy phép tìm đến Nhà in Nam Định nhưng nhanh chóng bị giám đốc khước từ vì sợ liên lụy.
Cơ hội đến trong một lần ngang qua Hiệu sách Nhân dân thành phố Nam Định, Nhật Tân đã gặp Nguyễn Thị Đính – Giám đốc Nhà máy in Tiến Bộ – và được bà nhận in giúp sách. Giám đốc nhà in đứng ra hỗ trợ việc ấn hành sách; nhà văn chỉ cần phải trả tiền giấy mực, không phải trả tiền công. Sách lưu chiểu và nộp báo cáo nhà xuất bản vào tháng 6 năm 1989. Nhân viên tại nhà in là những độc giả đầu tiên mua các cuốn Dòng xoáy ủng hộ cho Trần Thị Nhật Tân.

## Phát hành và tiếp nhận
Xuân Ba, 
Sau khi in xong, Nhật Tân đã đem sách thành phẩm đến Tổng Công ty Phát hành sách ở phố Tràng Thi, Hà Nội thương lượng việc phát hành Dòng xoáy. Tuy nhiên họ chỉ nhận "ký gửi" một số lượng nhỏ cho tác giả, còn nếu mua đứt thì trả 800 đồng một cuốn – ngang với giá bán giấy cân. Bà cũng gom vài lô sách lên tàu chở về Nam Định bán thử, nhưng tất cả nhà sách tại đây đều lắc đầu từ chối nhận bán Dòng xoáy vì sợ gặp rắc rối.
Vì không tìm được nguồn tiêu thụ sách, bà phải nói khó nhờ nhà in gửi kho và bắt đầu tặng sách cho mọi người. Trong suốt nhiều tuần tiếp đó, Nhật Tân đã đem hàng trăm cuốn Dòng xoáy biếu tặng từ nhà văn, nhà báo, đồng nghiệp đến bà con xóm chợ, cả những người yêu sách mà bà vô tình gặp trên đường phố. Số còn lại nhà văn chấp nhận lấy giá giấy cân bán hết cho Tổng sách Tràng Thi. Do không còn tiền tiết kiệm, bà phải trở lại kiếm việc làm thuê, đi lội ao hồ đánh cua bắt ốc đem ra chợ bán.
Việc tặng sách kể trên bất ngờ phát huy tác dụng: sau khoảng một tháng dư luận Nam Định bắt đầu xôn xao về cuốn tiểu thuyết mới ra của cây bút trẻ Trần Thị Nhật Tân. Người đọc liên tục giới thiệu và chuyền tay nhau các bản in Dòng xoáy. 4000 cuốn nhanh chóng tẩu tán hết chỉ trong vòng hai tháng, đến mức tác giả không thể tìm mua sách để tặng tiếp. Sách tái bản lần hai vào cuối năm 1989 tại Nhà xuất bản Tổng hợp Hậu Giang, lần thứ ba năm 1990 và lần thứ tư tại Nhà xuất bản Cần Thơ. Độ nổi tiếng của tiểu thuyết còn lan sang các tỉnh lân cận Hải Hưng, Thái Bình,... Nhiều cơ quan, trường học ở những nơi này đã mời nhà văn đến nói chuyện, cùng các buổi giao lưu với bạn đọc liên tục được tổ chức. Tuy nhiên tại Nam Định lại có lệnh từ các cấp lãnh đạo nghiêm cấm việc lan truyền giới thiệu Dòng xoáy, coi sách là "ấn phẩm độc hại [...] cần phải tiêu hủy". Tác giả cuốn sách liên tục bị theo dõi, bị kẻ xấu tông xe, ném đá đe dọa "Nếu không im miệng thì sẽ thiệt mạng". Dự định kết hôn với một lính bộ đội xuất ngũ của nhà văn cũng bị phá đám, khi người ta đồn rằng bà viết tiểu thuyết thường xuyên bị nhắc nhở, cần cân nhắc. Nhà văn đã phải trốn lên Hà Nội trú thân nhà người bạn một thời gian sau khi Dòng xoáy phát hành để tránh áp lực từ chính quyền địa phương.

### Bức thư của Nguyễn Văn Linh
Khoảng giữa năm 1989, Trần Thị Nhật Tân đã nhận một bức thư viết bằng tay của Tổng Bí thư Ban Chấp hành Trung ương Đảng Cộng sản Việt Nam Nguyễn Văn Linh, được gửi đến địa chỉ Nhà xuất bản Thanh niên và chuyển tiếp tới bà thông qua đường bưu điện về thành phố Nam Định. Toàn văn bức thư, đề ngày 25 tháng 6 năm 1989 tại Hà Nội, đã được một nhân viên bưu điện đọc to trước mặt tất cả mọi người với sự cho phép của nhà văn:
Khi đọc, thấy "Dòng xoáy" chỉ được in có 4000 số, tôi không vui lắm, trong khi nhiều cuốn sách nhảm nhí lại in và phát hành nhiều! Ước ao sao 4000 cuốn "Dòng xoáy" sẽ được người ta truyền tay nhau đọc, nhất là trong các nhà giáo, để nhiều người trở thành cô Lý thân yêu và đáng kính phục. Ước ao sao nhiều nhà xuất bản khác sẽ tái bản "Dòng xoáy".
Bắt tay thân mật Trần Thị Nhật Tân. Mong có ngày gặp mặt và được đọc những tác phẩm mới.
(Đã ký)
Một phần nội dung bức thư tay của Nguyễn Văn Linh
Ít lâu sau khi bức thư chuyển đến tay Nhật Tân, cây bút Lê Chi đã lên bài giới thiệu tiểu thuyết trên báo Nhân Dân số ra ngày 10 tháng 9 năm 1989, với tựa đề "Một nhà văn, một cuốn tiểu thuyết về ngành Giáo dục: Trần Thị Nhật Tân với Dòng xoáy". Bài báo chiếm trọn gần một trang báo, ngoài đăng lại nguyên văn bức thư còn kèm theo lời khen ngợi dành cho tác giả sách: "Vinh dự cho Nhật Tân. Cũng là một phần thưởng lớn cho cô – một phần thưởng mà không dễ gì một nhà văn có được". Sau sự kiện bức thư của Nguyễn Văn Linh cùng bài báo Đảng tuyên dương, tên tuổi Trần Thị Nhật Tân và Dòng xoáy lan rộng khắp cả nước. Hàng trăm độc giả từ mọi miền đã viết thư tay gửi đến nữ nhà văn để thể hiện sự chia sẻ và cảm thông. Nhờ "cú hích" của Tổng bí thư, các tác phẩm sau này bà viết cũng dễ dàng được xuất bản hay tái bản hơn. Do áp lực từ dư luận, phòng Giáo dục thành phố Nam Định đã buộc phải gọi Nhật Tân trở lại dạy học, dù sau đó lại từ chối bà với lý do "thừa giáo viên".
Theo lời ngỏ của Tổng bí thư, ngày 10 tháng 8 năm 1989 Trần Thị Nhật Tân đã một mình đem lá thư đến Văn phòng Trung ương Đảng và đề nghị được gặp Nguyễn Văn Linh, tuy nhiên cán bộ thường trực thông báo ông đi vắng nên không thể tiếp. Trước khi đi, bà để lại thư nói rõ việc mình đến thăm. Tháng 9 cùng năm, Nhật Tân được Bí thư Tỉnh ủy Hà Nam Ninh Hà Xuân Sơn gọi lên văn phòng trao tận tay thư Tổng Bí thư gửi bà, viết ngày 10 tháng 9 năm 1989. Trong đó, ông đã trực tiếp mời nữ nhà văn lên gặp mặt riêng. Dù được quán triệt trước nội dung cho cuộc nói chuyện sắp tới, song lúc này bà đã có ý định sẽ phản ánh những hiện tượng tiêu cực trong xã hội với Tổng Bí thư: từ việc nông dân trồng lúa thiếu gạo, công nhân thiếu cơm, đến nạn mua bằng để thăng quan tiến chức,... Ngay khi tin tức về lá thư lọt ra, hàng trăm người cũng viết đơn từ kêu oan đưa cho Nhật Tân. Số thư được gửi đến chất đầy trong một cặp táp, phải nặng tới vài cân.
Buổi gặp mặt chính thức giữa Trần Thị Nhật Tân và Tổng Bí thư Nguyễn Văn Linh đã diễn ra vào 19:00 ngày 29 tháng 9 năm 1989 tại số nhà 10 phố Nguyễn Cảnh Chân – nơi ông sinh sống. Tuy được trợ lý nhắc chỉ gặp đúng 5 phút vì Tổng Bí thư còn phải tiếp thêm 12 đoàn khách, cuộc nói chuyện trên thực tế đã diễn ra gần ba tiếng đồng hồ. Trần Thị Nhật Tân kể lại với Tổng Bí thư toàn bộ những chuyện chưa viết trong Dòng xoáy; những "thủ đoạn" của quan chức thoái hóa lợi dụng ức hiếp dân lành; chuyện Đảng và Nhà nước đối xử bất công với trí thức; văn nghệ sĩ bị quy kết vì muốn thẳng thắn góp ý với Đảng,... Xuyên suốt buổi trò chuyện này, Nguyễn Văn Linh gần như không nói gì, chỉ "lặng lẽ rút khăn mùi xoa lau mắt". Ông đã nhận cặp thư khiếu nại và hẹn nhà văn tới nói chuyện vào dịp tiếp theo.
Sau khi Nhật Tân ra về, ông tiếp tục ý kiến với tỉnh quan tâm tạo điều kiện giúp đỡ, cấp nhà cho bà. Nhưng kể từ lần gặp đó, Nhật Tân không thể gặp Tổng Bí thư một lần nữa cho tới 7 năm sau vào 1996; lúc này Nguyễn Văn Linh đã không còn đương nhiệm chức vụ trên. Căn nhà cũng không được cấp cho nhà văn như được yêu cầu. Thời điểm ông mất vào năm 1998, Trần Thị Nhật Tân đã lập bàn thờ cho Tổng bí thư tại vị trí trang trọng nhất trong ngôi nhà do bà tự mua, hàng năm đều làm cơm cúng giỗ cho "người cha tinh thần" của bà.

### Cuộc gặp với Võ Nguyên Giáp
Năm 1991, trong lần nói chuyện tại một cơ quan tỉnh ở thành phố Nam Định, Đại tướng Võ Nguyên Giáp nhân đề cập đến vấn đề đấu tranh chống tiêu cực đã dẫn cuốn Dòng xoáy của Trần Thị Nhật Tân ra làm trường hợp tiêu biểu. Ông còn công khai yêu cầu mượn đọc sách nhưng những người trong hội trường đều cười lảng vì việc đề cập tác phẩm bấy giờ vẫn là một thói "kỵ húy" tại địa phương. Võ Nguyên Giáp sau đó đã cho người đến tận Nhà xuất bản Thanh Niên xin hai tập tiểu thuyết về đọc.
Khi được kể lại chuyện Đại tướng có nhắc đến tiểu thuyết của mình, Trần Thị Nhật Tân quyết định đem sách lên Hà Nội biếu tặng tướng Võ Nguyên Giáp. Lần đầu tiên đến, bà được thông báo ông đã đi vắng. Vào cuối tháng 4 năm 1993, nhà văn tới gặp Đại tướng lần hai trong lúc ông đang dự một cuộc họp. Khi biết tin Nhật Tân đến, Võ Nguyên Giáp cắt ngang cuộc họp và dành ra hơn nửa tiếng để đón tiếp nhà văn. Bên cạnh khen ngợi tinh thần đấu tranh của Dòng xoáy, ông cũng gợi ý nhà văn nên chuyển đề tài từ giáo dục sang chiến tranh cách mạng. Đây là tiền đề cho sự ra đời của tiểu thuyết Chân trời mà bà chấp bút sau này.

## Phần truyện tiếp theo
Nhờ vào sự nổi tiếng của tiểu thuyết, Nhật Tân đã được Bí thư Huyện ủy Phan Hữu Giản ở Lâm Đồng đích thân mời về Lâm Hà viết tiếp Dòng xoáy tập II. Bà không chỉ được cấp chi phí ăn ở cả tháng mà còn nhận sự trợ giúp từ các giáo viên và nhân dân trong vùng, liên tục bồi dưỡng đồ ăn tiếp sức nhà văn viết tiểu thuyết. Tập tiếp theo của tiểu thuyết được bà hoàn thành vào ngày 16 tháng 7 năm 1990 tại Nhà sáng tác Nha Trang. Năm 1991, phần tiếp theo của Dòng xoáy chính thức ra mắt, lần này cũng do Nhà xuất bản Thanh niên ấn hành. Sau khi lên kệ, tập II Dòng xoáy tiếp tục nhận về hàng triệu độc giả đón đọc và khen ngợi "Tập 1 đã hay, tập 2 còn hay hơn".
Thời điểm hai tập đầu được xuất bản, Trần Thị Nhật Tân sớm đã hoàn thành bản thảo tập III của Dòng xoáy. Tuy nhiên phần truyện này chưa thể ấn hành do không có nhà xuất bản nào đứng ra cấp phép.

## Nổi tiếng trở lại

Loạt bài "Người từng bị văng khỏi cuộc sống" gồm 6 kỳ, đăng trên báo Tiền phong năm 2009 nói về số phận Trần Thị Nhật Tân với tiểu thuyết Dòng xoáy.

Một ngày cuối Xuân năm 2009, nhà văn Lê Hoài Nam đã giới thiệu Đặng Vương Hưng đến thăm nhà Trần Thị Nhật Tân. Tại lần gặp này, ông gợi ý tác giả tiểu thuyết kể lại quá trình khó khăn để cho ra đời Dòng xoáy, rồi viết thành loạt báo dài kỳ trên báo Người cao tuổi với tựa "Một nhà văn "hồng nhan bạc phận" hai lần được gặp Tổng Bí thư". Bài báo – đăng từ giữa tháng 8 năm 2009 – lập tức gây nên hiệu ứng trong bạn đọc: chỉ thời gian ngắn sau khi loạt báo đăng tải, Nhật Tân liên tiếp nhận về hàng chồng những lá thư hỏi thăm từ các cụ già đọc Người cao tuổi, thậm chí mời về nhà ở cùng, cho con cháu chăm sóc,... Sau khi được mua tặng điện thoại di động, Trần Thị Nhật Tân tiếp tục nhận về tổng cộng hơn 300 cuộc gọi từ độc giả chúc mừng động viên và chờ đợi tác phẩm tiếp theo. Cuối năm 2010, 55 nông dân lớn tuổi ở phường Dương Nội, quận Hà Ðông, Hà Nội là bạn đọc của Dòng xoáy đã tổ chức đến nhà giao lưu với tác giả.
Nhờ phản ứng tích cực sau bài báo trên Người cao tuổi và của tác giả Dương Khánh Thảo trên tờ Tiền phong, hai nhà báo Xuân Ba và Tùng Duy tiếp tục cho đăng loạt báo nói về Trần Thị Nhật Tân với tiêu đề "Người từng bị văng khỏi cuộc sống". Loạt bài chia làm 6 kỳ, đăng trên Tiền phong từ ngày 17 đến 22 tháng 10 năm 2009. Những bài báo này giúp Dòng xoáy tiếp tục lan tỏa tới thế hệ thanh niên, khi Nhật Tân nhận về gần 50 cuộc điện thoại của những người trẻ từ Bắc vào Nam chỉ trong hai ngày 23, 24 tháng 10. Sau khi sách tái bản, nhiều độc giả trẻ, lão niên và các đồng nghiệp cũ ngành giáo dục Nam Định liên tục tới nhà Nhật Tân để mua sách đồng thời thăm gặp tác giả. Một độc giả nữ trong số đó đã thay nhà văn sửa sang lại nền nhà tầng hai nơi bà để bàn thờ Tổng Bí thư Nguyễn Văn Linh. Các học giả, trí thức trong Đảng gồm Đại biểu quốc hội Dương Trung Quốc, Nguyễn Hồng Sơn, Nguyễn Minh Thuyết,... cũng thông qua báo Tiền phong liên hệ câu chuyện của Trần Thị Nhật Tân với những nhức nhối còn tồn đọng trong xã hội Việt Nam, cả trong quá khứ lẫn hiện tại. Năm 2010, "Người từng bị văng khỏi cuộc sống" đã đoạt Giải Khuyến khích cùng với 12 tác phẩm khác tại Giải Báo chí Quốc gia năm 2009, hạng mục phóng sự, phóng sự điều tra và bút ký báo chí.

### Tái bản 2009
Trần Thị Nhật Tân từng nhiều lần chỉnh sửa, bổ sung nội dung cho tiểu thuyết song vì những lý do khác nhau nên công việc này đã bị bỏ dở. Sau khi tác phẩm nổi tiếng trở lại, Lê Hoài Nam đã động viên bạn cho tái bản Dòng xoáy và cùng với Đặng Vương Hưng đến nhà xuất bản sách gốc tìm kiếm sự giúp đỡ. Đến tháng 9 cùng năm, Nhà xuất bản Thanh Niên ra quyết định tái bản Dòng xoáy, kỷ niệm 20 năm lần đầu tác phẩm ra mắt bạn đọc. Hai tập của sách được gộp lại thành một cuốn với nội dung hoàn chỉnh, có sửa chữa và bổ sung thêm nhiều tư liệu quý. Đặng Vương Hưng đã lấy loạt bài trên Người cao tuổi do ông viết làm lời giới thiệu đầu sách, dài hơn 40 trang. Ban đầu, sách chỉ in đúng 1000 bản, nhưng sau chưa đến một tháng đã phải in nối bản tiếp thêm 1000 cuốn do liên tục bị cháy hàng. Rất nhiều người đã liên hệ Nhật Tân lẫn tòa soạn để xin sách vì không biết chỗ mua ở đâu. Điều này khiến Giám đốc nhà xuất bản phải lên tiếng thông báo địa chỉ mua tiểu thuyết. Tính đến tháng 8 năm 2011, ấn phẩm 2009 của Dòng xoáy đã tái bản tổng cộng 6 lần và được đông đảo bạn đọc đón nhận.
Viết cho nguyệt san Sách và Tranh (2011), cây bút Đỗ Phả đã nhìn nhận Dòng xoáy là một tác phẩm chống tiêu cực "lôi cuốn", trước hết nhờ vào tính chân thực khi những mảng màu đen tối pha lẫn mảng màu tươi sáng, cái thiện và cái ác đan chen vào nhau khiến người đọc nhận ra như từng gặp hàng ngày trong xã hội. Song, nhà văn đã không làm người đọc mất đi niềm tin vào chân lý "ở hiền gặp lành", "gieo gió, gặt báo" theo quan niệm của người Việt xưa nay. Ông cũng xem Dòng xoáy là một "tác phẩm văn học chân chính" bởi tính "cảnh báo" và "dự báo" của nó, khi những tiêu cực mà Nhật Tân đề cập trong truyện đã thành vấn nạn chung của giáo dục Việt Nam những năm thập niên 2000. Đó còn là "nghị lực can trường [...] ý chí sắt thép, tâm hồn trong sáng và tài năng của tác giả" khiến truyện vẫn thu hút đông đảo bạn đọc ngay cả khi đã xuất bản từ hơn hai thập kỷ trước.

## Phương tiện khác
Theo lời kể của Trần Thị Nhật Tân, Dòng xoáy từng được đạo diễn Trần Văn Thủy dựng thành một bộ phim, tuy nhiên cuốn phim sau khi làm xong đã bị Nhà nước cấm phát hành.
Vào cuối tháng 10 năm 2011, Nhà xuất bản Thanh Niên đã xuất bản cuốn tự truyện của Nhật Tân dưới tên Tuổi thơ "Dòng xoáy". Tự truyện kể lại đầy đủ cuộc đời nữ nhà văn cũng như tiết lộ những trắc trở bà phải trải qua để xuất bản bộ đôi tiểu thuyết Dòng xoáy gây sốt dư luận sau này. Trước đó, bản thảo dày 234 trang A4 đã được Trần Thị Nhật Tân hoàn thành từ lâu, đặt tên là Tuổi thơ tôi, nhưng không đủ tiền in ấn. Song song với việc tái bản tiểu thuyết, nhà xuất bản cũng cử nhân viên đến tiếp cận bản thảo và thảo luận với tác giả việc phát hành tác phẩm.
Câu chuyện về tiểu thuyết Dòng xoáy và bức thư của Nguyễn Văn Linh gửi nhà văn Trần Thị Nhật Tân đã xuất hiện trong bộ phim tài liệu "Đồng chí Nguyễn Văn Linh, nhà lãnh đạo kiên định và sáng tạo". Phim do Hãng phim Tài liệu và Khoa học Trung ương sản xuất, công chiếu trên kênh VTV1 ngày 1 tháng 7 năm 2015 nhân kỷ niệm 100 ngày sinh Tổng Bí thư.